# نوربرت شمانسکی
نوربرت شمانسکی (انگلیسی: Norbert Schemansky; ۳۰ مهٔ ۱۹۲۴ – ۷ سپتامبر ۲۰۱۶) وزنه‌بردار اهل ایالات متحده آمریکا بود.
وی در مسابقات کشوری و بین‌المللی در مجموع برندهٔ ۵ مدال طلا، ۴ مدال نقره، ۲ مدال برنز شده‌است.